# Maria Reining

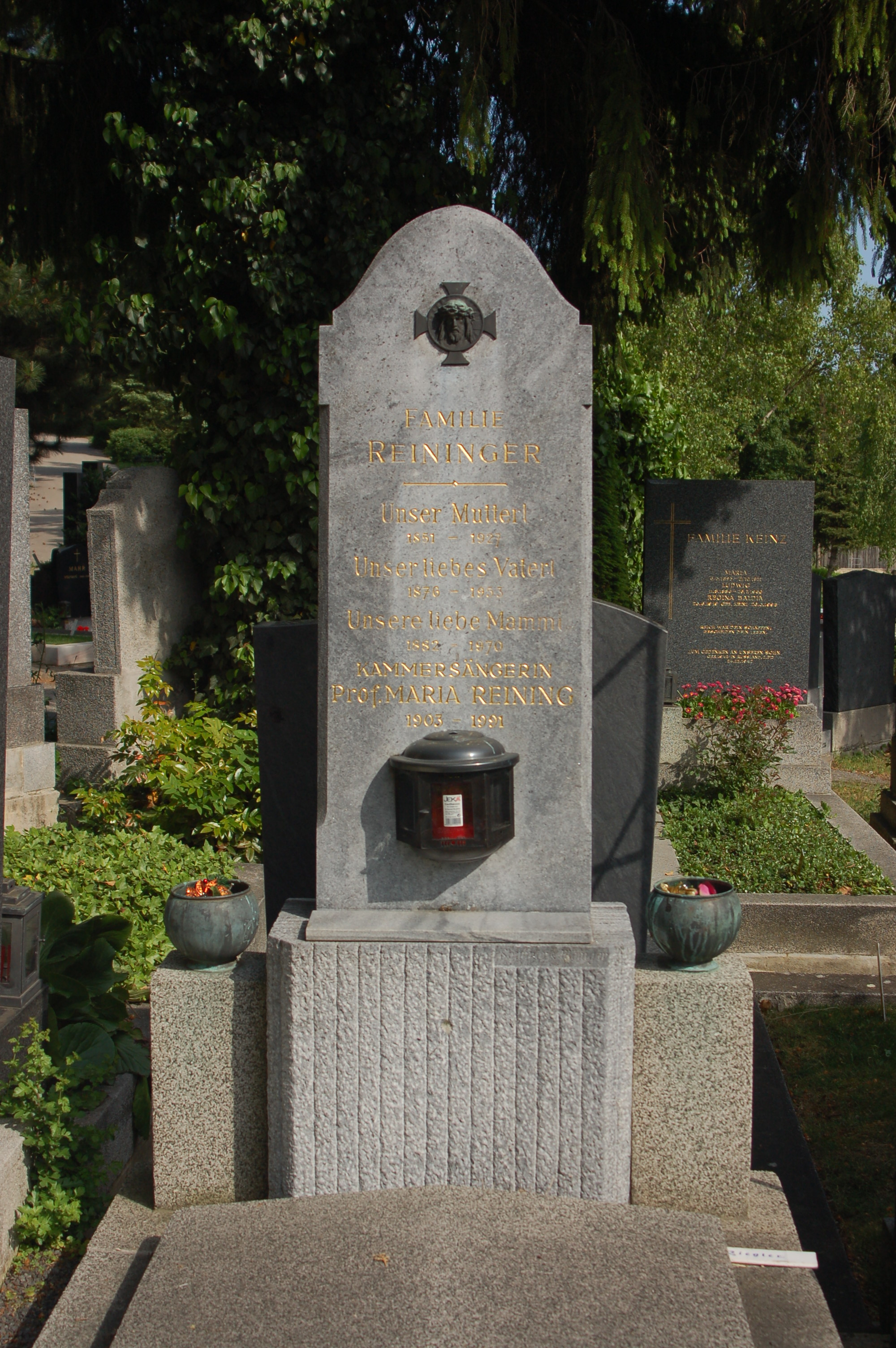
Maria Reining

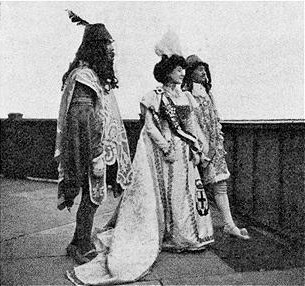
Maria Reining

Maria Reining (Viena, 7 de agosto de 1903 - Deggendorf, 11 de marzo de 1991) fue una soprano austriaca valorada como intérprete de Mozart, Wagner y Richard Strauss.
Miembro de la Wiener Staatsoper entre 1933-37 y 1937-57 cantó además en Darmstadt, Salzburgo, Covent Garden, La Scala, Teatro Colón (Der Rosenkavalier, 1953 con Karl Böhm), Chicago, New York, y Múnich donde debutó en 1936 como Elsa de Lohengrin con Hans Knappertsbusch. 

## Discografía de referencia
- Strauss: Arabella (Salzburg, 1947, Karl Böhm)

- Strauss :Daphne (Vienna, 1944, Böhm)

- Strauss: Ariadne auf Naxos (Vienna, 1944, Böhm)

- Strauss:Der Rosenkavalier (Salzburgo, 1949, George Szell)

- Strauss:Der Rosenkavalier( Erich Kleiber; 1955)

- Wagner: Die Meistersinger von Nürnberg (Viena, 1937, Toscanini)